# Spaltkeil (Lawine)

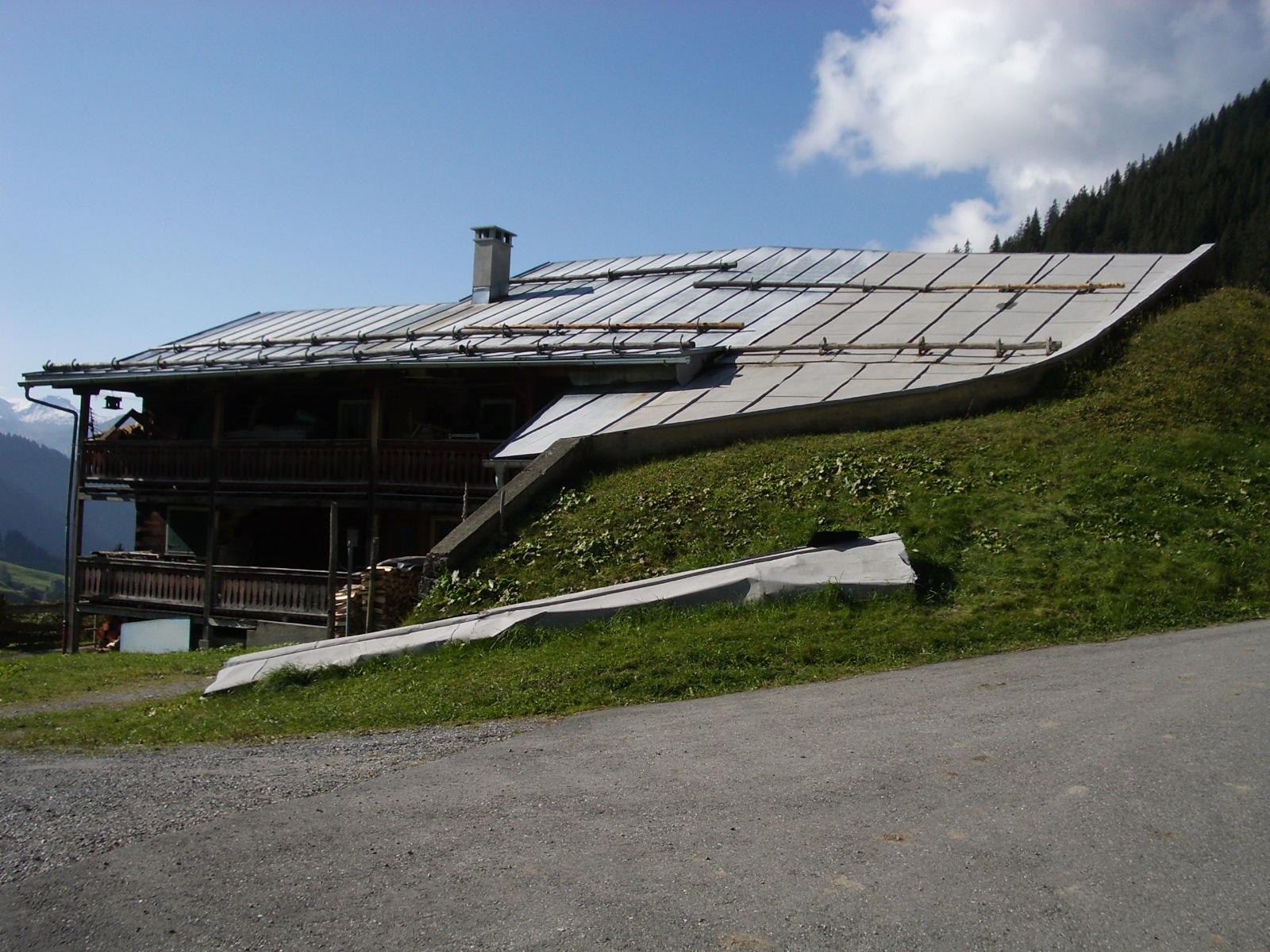
Wohnhaus mit Lawinenspaltkeil

Ein Spaltkeil dient dem Lawinenschutz.
Es handelt sich um ein Bauwerk in Keilform, das bergseitig hinter dem zu schützenden Objekt steht. Es kann auch direkt an dieses angebaut sein. Durch die Keilform wird die Lawine gespalten und seitwärts am Objekt vorbeigeführt. Diese Objekte können unter anderem Bauernhöfe, Kirchen, Berghütten, aber auch Starkstrommasten sein. Ein Beispiel für einen angebauten Spaltkeil ist die Reformierte Kirche Davos Frauenkirch, die damit vermutlich bereits im 16. Jahrhundert ausgestattet wurde.
Frei stehende Spaltkeile können aus Mauerwerk oder Schüttmaterial bestehen.

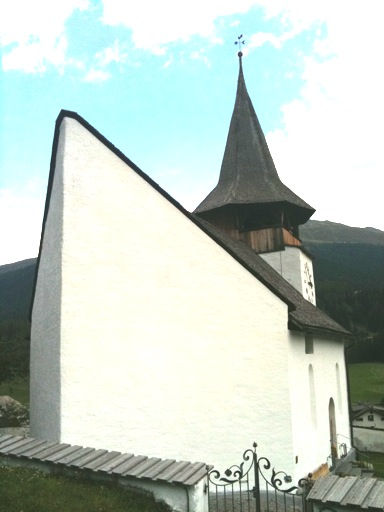
Spaltkeil der Kirche Davos Frauenkirch